# 东方广场街道
东方广场街道，是中华人民共和国吉林省长春市二道区下辖的一个街道。面积28.38平方公里，其中城区面积11.55平方公里，农村面积16.83平方公里。辖区居民8.6万人,其中城镇居民3.97万人，村民3.94万人,流动人口0.7万人，实际隶属于长春经济技术开发区。 
位于洋浦大街以东、经开区与莲花山区（二道区）交界以西、沿四通路与二道区交界以南、经开区与净月开发区交界以北。

## 历史
2005年12月20日，长春市人民政府正式批准成立长春经济技术开发区临河街道办事处及东方广场街道办事处（长府发[2005]53号）。2016年，长春市人民政府请求从临河街道、东方广场街道拆分出会展街道、世纪街道。2017年2月4日，获得吉林省民政厅批准。当时拆分出的世纪街道，总面积10.14平方公里，下辖五个社区，人口近7万人。

## 行政区划
东方广场街道下辖以下地区：
东环城路社区、洋浦大街社区、新开河社区、世纪大街社区、大连路社区、营口路社区、花园路社区、兰州街社区、杨家村、黎明村和三道村。
拆分出世纪街道后，东方广场街道现辖社区与行政村：
1. 锦州社区
2. 嘉兴社区
3. 六合社区
4. 新开河社区
5. 大连路社区
6. 花园路社区
7. 杨家村
8. 黎明村
9. 三道村